# Sainte-Thérèse-de-Lisieux (Québec)
Sainte-Thérèse-de-Lisieux est l'un des 35 quartiers de la ville de Québec. Il est situé dans l'arrondissement de Beauport.

## Géographie
Le quartier est délimité approximativement par le boulevard Louis-XIV (au sud), la municipalité de Lac-Beauport (au nord), l'axe du prolongement de la rue Blanche-Lamontagne (à l'ouest) et la rivière Montmorency (à l'est).
Il est traversé l'avenue Sainte-Thérèse (est-ouest) et par le boulevard Raymond et le boulevard Lloyd-Welch (nord-sud). La portion sud du quartier est composée d'une zone résidentielle de faible densité tandis que la portion nord est boisée.
Son relief augmente vers le nord, passant d'un plateau jusqu'aux premières collines des Laurentides. L'altitude varie entre 110 m (limite sud) et 572 m (montagne des Trois Sommets). Le mont Saint-Louis (533 m) et le mont Saint-André (418 m) se trouvent aussi à l'intérieur des limites du quartier.
En plus de la rivière Montmorency, qui constitue la façade Est du quartier, Sainte-Thérèse-de-Lisieux est également traversé par la rivière Beauport qui y prend sa source. La rivière du Lac et le ruisseau des Chicots sont deux autres cours d'eau mineurs. Le lac des Roches est situé au nord-ouest du quartier. On retrouve également d'autres petits plans d'eau comme le lac des Chicots, le lac Tourbillon, le lac du Délaissé et les lacs : des Petites Îles, à Monette, John, Poulin et Saint-Louis.

## Histoire

### Municipalité (1855-1976)
La municipalité de paroisse de Notre-Dame-de-la-Miséricorde-de-Beauport est créée le 1er juillet 1855 en détachement du comté de Québec. La municipalité de paroisse de Beauport change de nom le 20 janvier 1945 pour devenir Sainte Thérèse de Lisieux. Le 15 mars 1969, une légère modification est apportée au nom de la municipalité pour devenir Sainte-Thérèse-de-Lisieux. Le 1er janvier 1976, Sainte-Thérèse-de-Lisieux est annexé à Beauport.

### Quartier (depuis 1976)
Sainte-Thérèse-de-Lisieux devient un quartier de Beauport après son annexion.
En 2002, lors des réorganisations municipales, Beauport est à son tour fusionné et devient un arrondissement de la ville de Québec. Le territoire du quartier est alors désigné par la numérotation 5-1. Le 2 octobre 2023, les résidents votent en faveur de l'établissement d'un conseil de quartier. Sa création est autorisée par le conseil municipal de Québec sous le nom de Sainte-Thérèse-de-Lisieux le 24 octobre. Une assemblée d’organisation se tient le 11 décembre.

## Portrait du quartier

### Artères principales
- Rue Seigneuriale
- Boulevard Louis-XIV (route 369)
- Boulevard Raymond
- Avenue Sainte-Thérèse

### Parcs, espaces verts et loisirs
- Centre de plein air de Beauport
- Centre de loisirs La Sablière
- Centre municipal Mgr Laval
- Parc Jean-Guyon
- Parc Tardif

### Édifices religieux

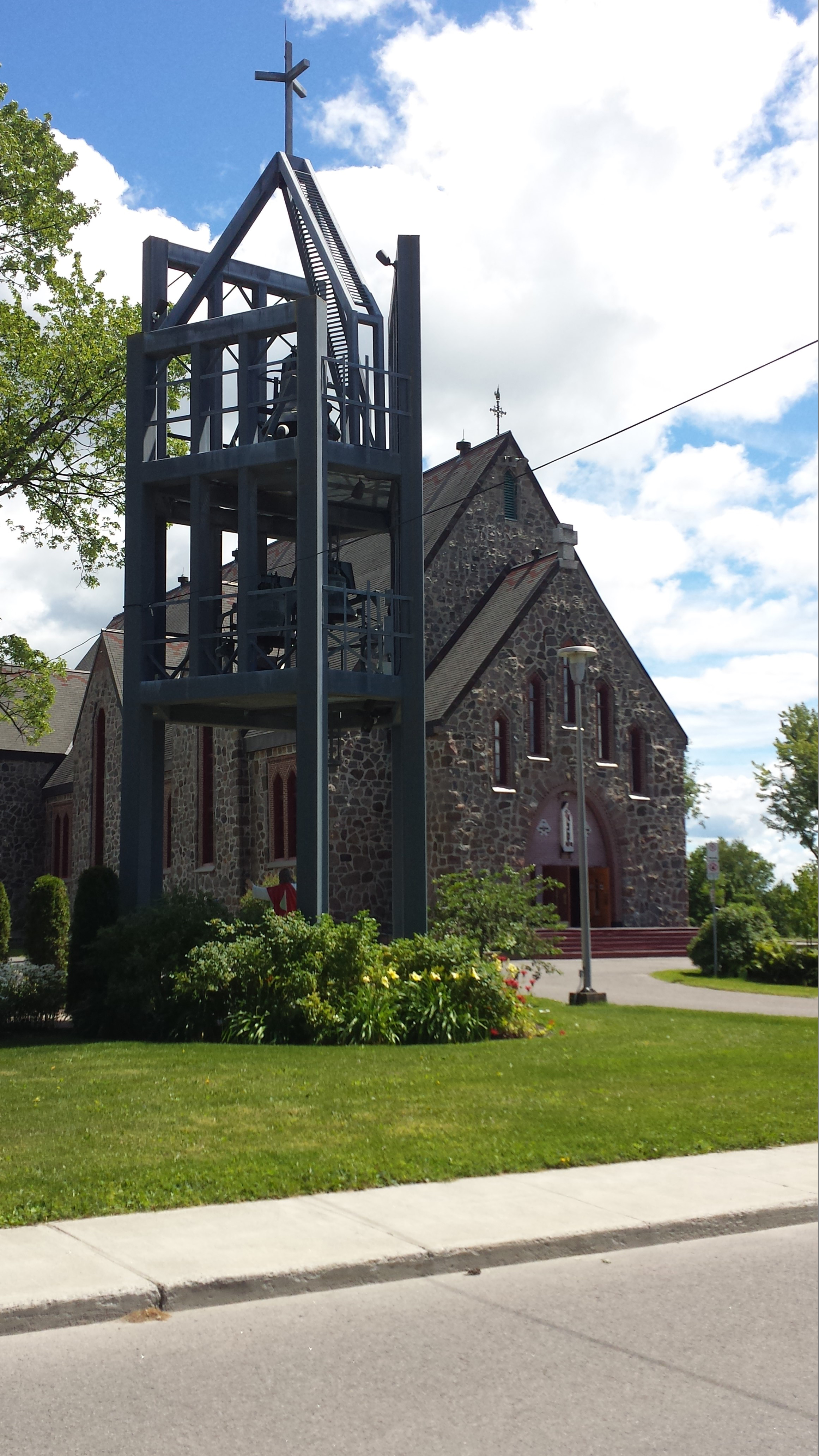
Église Sainte-Thérèse-de-l'Enfant-Jésus

- Église Sainte-Thérèse-de-l'Enfant-Jésus[4], œuvre d'Adrien Dufresne dans le style Dom Bellot. (1936)

### Commerces et entreprises
- Des sablières sont situées près de la rivière Montmorency.

### Lieux d'enseignement
- Commission scolaire des Premières-Seigneuries
  - École des Cimes (primaire)
  - École de la Farandole (primaire)
  - École du Sous-Bois (primaire)

## Démographie
Lors du recensement de 2016, le portrait démographique du quartier était le suivant :
- sa population représentait 20,6 % de celle de l'arrondissement et 3,1 % de celle de la ville.
- l'âge moyen était de 38,9 ans tandis que celui à l'échelle de la ville était de 43,2 ans.
- 87,5 % des habitants étaient propriétaires et 12,5 % locataires.
- Taux d'activité de 73,6 % et taux de chômage de 3,7 %.
- Revenu moyen brut des 15 ans et plus : 44 481 $.

| 1996   | 2001   | 2006   | 2011   | 2016   | 2021   |
| ------ | ------ | ------ | ------ | ------ | ------ |
| 14 140 | 14 840 | 15 385 | 16 175 | 16 635 | 17 030 |

## Politique

### Conseiller municipal
Un district électoral de l'arrondissement de Beauport est au nom de Sainte-Thérèse-de-Lisieux.

### Maires (1855-1976)

#### Liste des maires de Notre-Dame-de-la-Miséricorde-de-Beauport[6]
- 1855-1857 : Tiburce Charest
- 1857-1858 : Jean-Marie Parent
- 1858-1862 : J.B. Bolduc
- 1862-1874, 1882-1885 : Pierre Deblois
- 1874-1878	: Célestin Marcoux
- 1878-1879, 1891-1895 : Édouard O’Brien
- 1879-1880	: Pierre Lortie
- 1880-1882	: Louis Rainville
- 1885-1886, 1887-1890 : Joseph-Onésime Hardy
- 1886-1887, 1901-1903 : François Parent
- 1890-1891	: Joseph-Édouard Bédard
- 1895-1901	: Isaïe tessier-Laplante
- 1903-1905	: Philéas Parent
- 1905-1909	: Jules Bélanger
- 1909-1912	: Zéphirin Joncas
- 1912-1913	: Jules Grenier
- 1913-1914	: Honoré Parent
- 1914-1920	: Ferdinand Parent
- 1921-1924	: Joseph Dufresne
- 1924-1927	: Ernest Jobin
- 1927-1930	: J.B. Cyr
- 1931-1934	: Napoléon Bédard
- 1935-1936	: Gaudiose Sanfaçon
- 1937-1938, 1944-1952 : Joseph Paquet
- 1939-1943	: Ferdinand Paquet

#### Liste des maires de Sainte-Thérèse-de-Lisieux
- 1944-1952 : Joseph-F. Paquet
- 1953-1967 : Lionel Bélanger
- 1968-1972 : Raymond-Marie Côté
- 1973-1975 : Edgar Paquet[7]

## Toponymie
- L'avenue Deblois a été nommée en l'honneur du maire Pierre Deblois en 1945 dans la municipalité de paroisse de Notre-Dame-de-la-Miséricorde-de-Beauport maintenant présente dans la ville de Québec.
- La rue Cyr a été nommée en l'honneur du maire Jean-Baptiste Cyr en 1968 dans la municipalité de paroisse de Notre-Dame-de-la-Miséricorde-de-Beauport maintenant présente dans la ville de Québec.
- La rue François-Parent a été nommée en l'honneur du maire du même nom en 2011 dans la ville de Québec.
- La rue Hardy a été nommée en l'honneur du maire Joseph-Onésime Hardy de Chatillon en 1963 dans la ville de Sainte-Thérèse-de-Lisieux maintenant présente dans la ville de Québec.
- La rue Saint-Édouard a été nommée en l'honneur du maire Joseph-Édouard Bédard en 1945 dans la ville de Sainte-Thérèse-de-Lisieux maintenant présente dans la ville de Québec.
- La rue Saint-Jules a été nommée en l'honneur du maire Jules Bélanger en 1921 dans la municipalité de paroisse de Notre-Dame-de-la-Miséricorde-de-Beauport maintenant présente dans la ville de Québec.
- Les rues Tessier et Laplante ont été nommées en l'honneur du maire Isaïe Tessier-Laplante en 1948 dans la municipalité de paroisse de Notre-Dame-de-la-Miséricorde-de-Beauport maintenant présente dans la ville de Québec.
- La rue Lionel-Bélanger a été nommée en l'honneur du maire Bélanger, en 2007, dans la ville de Québec.
- Le parc des Près-de-Lisieux rend hommage à l'ancienne municipalité de Sainte-Thérèse-de-Lisieux. Il a été nommé, vers 1990, dans l'ancienne ville de Beauport, maintenant présent dans la ville de Québec.
- Le boulevard Raymond a été nommée en l'honneur du maire Raymond-Marie Côté, en 1971, dans la municipalité de Sainte-Thérèse-de-Lisieux, maintenant présent dans la ville de Québec.